# Liste der Bodendenkmäler in Kulmain
Auf dieser Seite sind die Bodendenkmäler in der Oberpfälzer Gemeinde Kulmain zusammengestellt. Diese Tabelle ist eine Teilliste der Liste der Bodendenkmäler in Bayern. Grundlage ist die Bayerische Denkmalliste, die auf Basis des Bayerischen Denkmalschutzgesetzes vom 1. Oktober 1973 erstmals erstellt wurde und seither durch das Bayerische Landesamt für Denkmalpflege geführt wird. Die folgenden Angaben ersetzen nicht die rechtsverbindliche Auskunft der Denkmalschutzbehörde.

## Bodendenkmäler in Kulmain
| Lage       | Objekt | Akten-Nr.     | Bild |
| ---------- | --- | ------------- | ---- |
| (Standort) | Mittelalterlicher bzw. frühneuzeitlicher Wallgraben.                                                         | D-3-6037-0014 |      |
| (Standort) | Archäologische Befunde der frühen Neuzeit im Bereich des ehem. Schlosses                                     | D-3-6037-0046 |      |
| (Standort) | Spätpaläolithische und mesolithische Freilandstation.                                                        | D-3-6137-0002 |      |
| (Standort) | Archäologische Befunde des frühneuzeitlichen Adelssitzes „Kulmain an der Kirch“.                             | D-3-6137-0008 |      |
| (Standort) | Archäologische Befunde im Bereich des ehemaligen Schlosses „Kulmain am Weiher“, zuvor mittelalterliche Burg. | D-3-6137-0009 |      |
| (Standort) | Spätpaläolithische und mesolithische Freilandstation, mittelalterliche Wüstung.                              | D-3-6137-0035 |      |
| (Standort) | Mesolithische Freilandstation.                                                                               | D-3-6137-0036 |      |
| (Standort) | Mittelalterlicher Burgstall „Bruck am Weiher“.                                                               | D-3-6137-0056 |      |
| (Standort) | Mittelalterlicher Burgstall „Bruck am Turm“.                                                                 | D-3-6137-0057 |      |
| (Standort) | Archäologische Befunde im Bereich der abgegangenen frühneuzeitlichen Kapelle                                 | D-3-6137-0064 |      |
| (Standort) | Archäologische Befunde der frühen Neuzeit im Bereich der Kath. Wallfahrtskirche                              | D-3-6137-0065 |      |
| (Standort) | Archäologische Befunde des abgegangenen frühneuzeitlichen Schlosses                                          | D-3-6137-0092 |      |
| (Standort) | Archäologische Befunde des Mittelalters und der frühen Neuzeit im Bereich der Kath. Kirche                   | D-3-6137-0096 |      |
| (Standort) | Archäologische Befunde des Mittelalters und der frühen Neuzeit im Bereich der Kath. Kirche                   | D-3-6137-0135 |      |